# Reyersviller
Reyersviller är en kommun i departementet Moselle i regionen Grand Est (tidigare regionen Lorraine) i sydvästra Frankrike. Kommunen ligger i kantonen Bitche som tillhör arrondissementet Sarreguemines. År 2022 hade Reyersviller 380 invånare.

## Befolkningsutveckling
Antalet invånare i kommunen Reyersviller
| Referens: INSEE |